# Viviendo deprisa
Viviendo deprisa é o álbum de estreia do cantor espanhol Alejandro Sanz, lançado em 20 de agosto de 1991. Todas as músicas foram compostas por Alejandro e são creditadas a A. Medina (Algazul Medina), pseudônimo utilizado por Alejandro no início de sua carreira.

## Lista de faixas
Todas as faixas escritas e compostas por Alejandro Sanz. 
| N.º | Título                       | Compositor(es)                      | Duração |  |
| 1.  | "Los Dos Cogidos De La Mano" | Alejandro Sanz · A. Medina          | 5:06    |  |
| 2.  | "Pisando Fuerte"             | Alejandro Sanz · A. Medina          | 4:30    |  |
| 3.  | "Lo Que Fui Es Lo Que Soy"   | Alejandro Sanz · A. Medina          | 4:40    |  |
| 4.  | "Todo Sigue Igual"           | Alejandro Sanz · Jorge Luis Borrego | 5:13    |  |
| 5.  | "Viviendo Deprisa"           | Alejandro Sanz · A. Medina          | 3:18    |  |
| 6.  | "Se Le Apagó La Luz"         | Alejandro Sanz · A. Medina          | 4:46    |  |
| 7.  | "Duelo Al Amanecer"          | Alejandro Sanz · A. Medina          | 3:31    |  |
| 8.  | "Completamente Loca"         | Alejandro Sanz · A. Medina          | 3:32    |  |
| 9.  | "Toca Para Mi"               | Alejandro Sanz · A. Medina          | 4:07    |  |
| 10. | "Es Este Amor"               | Alejandro Sanz · A. Medina          | 3:34    |  |

© MCMXCI. Warner Music Spain. S.A.